# Roll cloud

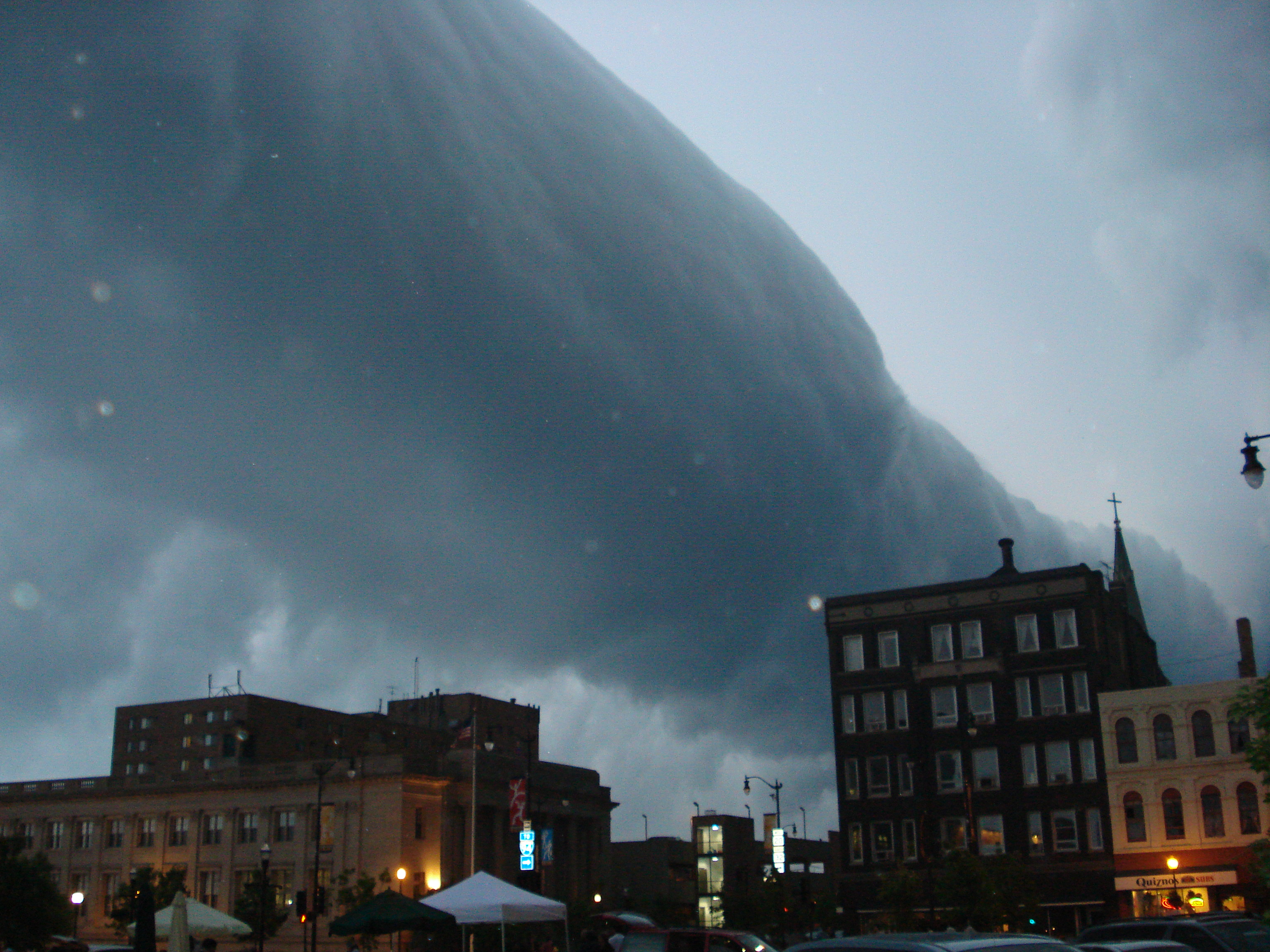
Roll cloud

Roll cloud je oblak připomínající vír v horizontální poloze, který souvisí s základnou cumulonimbu. Nemá oficiální latinský název a proto pochází jeho název z angličtiny (Roll cloud). Jeho vznik souvisí s rychlým pohybem základny oblaku (Cb) která tře o vzduch pod ní a okusuje její horní části, které potom tlačí před sebou. Rotaci přispívají vzestupné a sestupné proudy vzduchu v cumulonimbu. Tento oblak se objevuje většinou u rychle postupujících bouřkových front.